# سنت مارتین ساسگایولاس
سنت مارتین ساسگایولاس (به اسپانیایی: San Martín Sasgayolas) یک منطقهٔ مسکونی در اسپانیا است که در آنیویا واقع شده‌است. سنت مارتین ساسگایولاس ۳٫۹ کیلومتر مربع مساحت دارد.